# Alfredo Sfeir
Alfredo Juan Sfeir Younis (Santiago de Chile, 26 de septiembre de 1947) es un economista, ecologista y guía espiritual chileno. 
Fue nominado como candidato a la presidencia de Chile por el Partido Ecologista Verde en la elección de 2013, donde obtuvo el sexto lugar con el 2,35% de los votos.

## Familia
Nació en Santiago del matrimonio formado por Alberto Nacif Sfeir Sfeir e Inés Younis Mattar, descendientes de emigrantes libaneses.
El 24 de abril de 1972, contrajo matrimonio civil en Melipilla, con María Dolores Camarena Orengo, con quien tuvo 3 hijos, Alfredo Alejandro, María José y María Francisca. Posteriormente el matrimonio se separó y el enlace fue anulado en 1985.

## Carrera profesional
Estudió economía en la Universidad de Chile, con maestrías y doctorados de la Universidad de Rhode Island y de Wisconsin, USA. También, ha estudiado en la Universidad de Harvard dentro del MBA para Ejecutivos, junto a programas de administración, finanzas y comunicaciones.[cita requerida]
Ocupó varios cargos en el Banco Mundial, donde, a partir de 1976 fue considerado el primer economista ambiental. Fue economista agrícola principal para el África del Oeste, líder en la formulación de políticas y programas ecológicos y medioambientales.  Sirvió como representante Especial del Banco Mundial ante Naciones Unidas y la Organización Mundial de Comercio entre 1996 y 2003. Director de la oficina del Banco Mundial en Nueva York y Ginebra (Suiza), y vocero en materia de derechos humanos.[cita requerida]

## Carrera política

### Candidatura presidencial

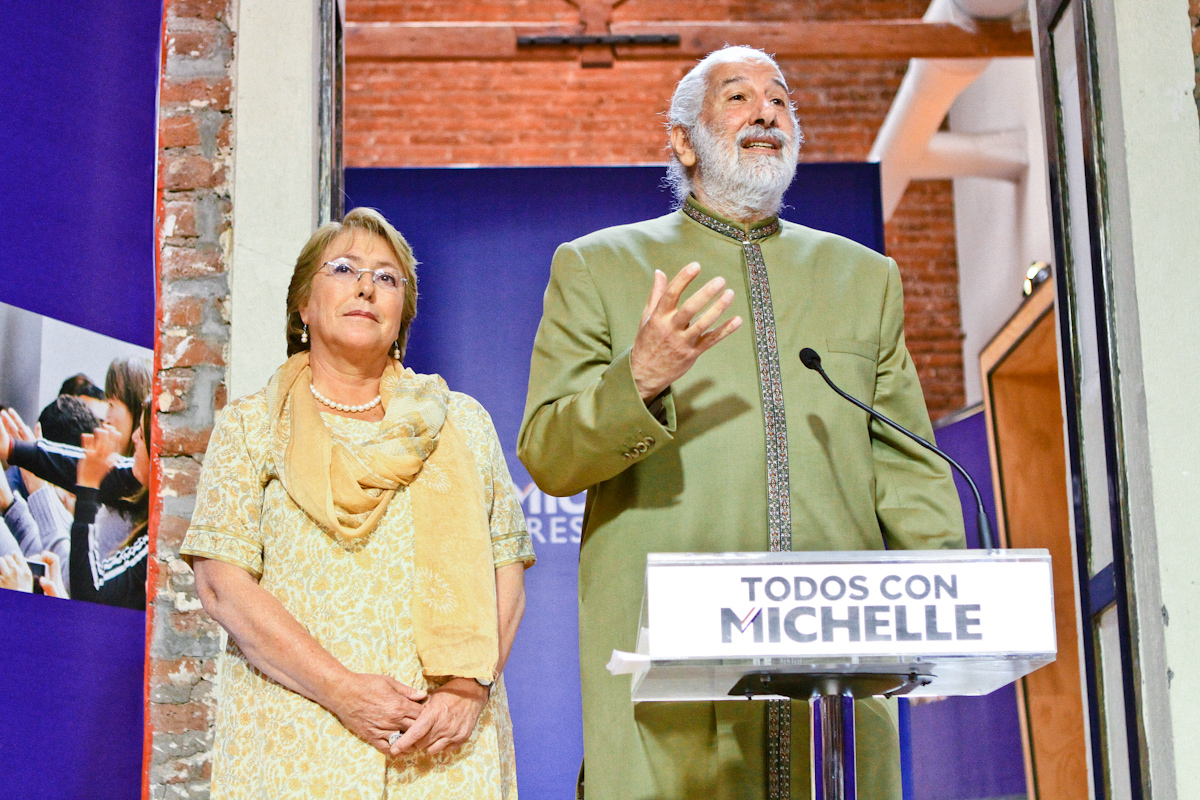
Sfeir dando su apoyo a Michelle Bachelet en el balotaje de la elección presidencial de 2013.

El 14 de abril de 2013, el Partido Ecologista Verde (PEV) de Chile lo proclamó como su candidato a la Presidencia de Chile, para las elecciones de noviembre de 2013. Ocupó el sexto lugar con el 2,35% de las preferencias, lo que equivale a 154 593 de votos.
El 5 de diciembre de ese año comprometió su apoyo en el balotaje de la elección a la candidata de la Nueva Mayoría, Michelle Bachelet. Dicho gesto fue el primer indicio de alejamiento de su partido, el cual se concretó el 5 de febrero de 2014, cuando el excomando de Sfeir denunció por fraude al PEV en la rendición de gastos de la campaña, mismo día en que Sfeir anunció su renuncia a la colectividad, pero se debe mencionar que la colectividad ya habría expulsado a sfeir y a su comando por no acatar la voluntad del colectivo y negociar con el comando de Bachelet.

### Candidatura senatorial
En mayo de 2017, La Tercera publicó un artículo donde se dieron a conocer sus conversaciones con Jaime Mulet, presidente del partido Federación Regionalista Verde Social, para iniciar una candidatura senatorial en las elecciones parlamentarias de ese año.
Sin embargo, Sfeir fue inscrito finalmente como candidato a senador por el Partido Liberal (perteneciente al Frente Amplio), compitiendo por uno de los cinco cupos para representar a la IX Circunscripción, correspondiente a la Región del Maule. En la elección obtuvo un 5,7 %, no resultando elegido.

## Líder espiritual
Sfeir es lama —se autodenomina Cho Tab Khen Zambuling («Lama Océano de Amor»)— y sacerdote maya. Tuvo como maestros a Maharishi Mahesh Yogi y al lama Gangchen Tulku Rinpoche. En 2005 fundó el «Instituto Zambuling para la Transformación Humana» (IZTH), con sede en Chile, del cual es su presidente.

## Reconocimientos
Ha recibido numerosos premios a nivel internacional, entre ellos:[cita requerida]
- Embajador Por Vida de La Paz (Lifetime Ambassador of Peace) (2001)
- Premio Paz, Compasión y Tolerancia (Peace, Mercy and Tolerance Award) (2003)
- Premio Sanador del Mundo (World Healer Award) (2002)
- Mensajero de la Paz (Messenger of Peace) (2002)
- Premio Consejero Supremo de Foro Budista (Supreme Advisor of the Buddhist Spiritual Forum Award) (2004)
- Diamond Peace Award (2005)
- Hijo Ilustre de los Países Andinos - Corporación Andina de Naciones (2006)
- Hijo Ilustre de la Ciudad de Quito - Gobierno del Ecuador (2008)
- Embajador Foro Sudamericano de Negocios Indígenas (2022)

## Controversias
El 31 de agosto de 2014, Canal 13, emite un reportaje donde se le vincula con negocios lucrativos actuando como agente inmobiliario de la Universidad Arcis, en el que habría recibido 16 millones de pesos chilenos durante un periodo de crisis económica y administrativa de la casa de estudios, que provocó que a los funcionarios y profesores del plantel no se les pagaran sus sueldos. Lo anterior vinculó a Alfredo Sfeir directamente con el lucro en la educación y como una persona que aportó a la crisis de la Universidad Arcis en pleno conflicto con estudiantes y actores de la educación en Chile.
El 5 de febrero de 2014, exmiembros de su comando presidencial interpusieron una denuncia, por presunto fraude al fisco durante su campaña,  por lo cual Alfredo Sfeir renunció a su partido y fue citado a declarar a la PDI.
El 5 de diciembre de 2013, miembros de su partido piden la expulsión de Alfredo Sfeir, por el apoyo a la entonces candidata Michelle Bachelet.
El 9 de octubre de 2013, el medio CIPER Chile, publica un reportaje en donde el hermano de Alfredo Sfeir (Miguel Sfeir Younis) es vinculado al lucro irregular en la Universidad San Sebastián.
En 14 de octubre de 2002, el periódico internacional "Le Monde Diplomatique" hace graves acusaciones contra Alfredo Sfeir, en ese entonces funcionario del Banco Mundial, donde se le atribuye el tráfico de información desde el Gobierno suizo y los movimientos sociales a Washington.

## Historial electoral

### Elecciones presidenciales de 2013
- Elecciones presidenciales de 2013, para la Presidencia de la República, primera vuelta.

|  | 46,67 % |

|  | 25,01 % |

|  | 10,98 % |

|  | 10,11 % |

|  | 2,81 % |

|  | 2,35 % |

|  | 1,27 % |

|  | 0,57 % |

|  | 0,19 % |

Considera 41 321 mesas escrutadas (99,93%) de un total nacional de 41 349 (SERVEL).

### Elecciones parlamentarias de 2017
- Elecciones parlamentarias de 2017, a senador por la 9° Circunscripción, Región del Maule (Cauquenes, Chanco, Colbún, Constitución, Curepto, Curicó, Empedrado, Hualañé, Licantén, Linares, Longaví, Maule, Molina, Parral, Pelarco, Pelluhue, Pencahue, Rauco, Retiro, Río Claro, Romeral, Sagrada Familia, San Clemente, San Javier, San Rafael, Talca, Teno, Vichuquén, Villa Alegre, Yerbas Buenas)*[29]

| Candidato                         | Pacto                    | Partido | Votos  | %      | Resultados |
| --------------------------------- | ------------------------ | ------- | ------ | ------ | ---------- |
| Juan Antonio Coloma Correa        | Chile Vamos              | UDI     | 58 616 | 15,85% | Senador    |
| Juan Castro Prieto                | Chile Vamos              | IND-RN  | 54 480 | 14,73% | Senador    |
| Andrés Velasco Brañes             | Sumemos                  | CIU     | 38 862 | 10,50% |            |
| Ximena Rincón González            | Convergencia Democrática | PDC     | 38 750 | 10,48% | Senadora   |
| Álvaro Elizalde Soto              | La Fuerza de la Mayoría  | PS      | 30 914 | 8,36%  | Senador    |
| Andrés Zaldívar Larraín           | Convergencia Democrática | PDC     | 29 598 | 8,01%  |            |
| Rodrigo Galilea Vial              | Chile Vamos              | RN      | 28 221 | 7,63%  | Senador    |
| Alfredo Sfeir Younis              | Frente Amplio            | IND-PL  | 21 142 | 5,72%  |            |
| Jorge Tarud Daccarett             | La Fuerza de la Mayoría  | PPD     | 14 095 | 3,81%  |            |
| María Eugenia Lorenzini Lorenzini | Frente Amplio            | RD      | 4781   | 1,29%  |            |